# Зе Карлос
Зе Карлос (порт. José Carlos de Almeida; 14 листопада 1968, Презіденте-Бернардес — 25 жовтня 2024) — бразильський футболіст, що грав на позиції захисника. Виступав, зокрема, за клуб «Сан-Паулу», а також національну збірну Бразилії.

## Клубна кар'єра
Протягом ігрової кар'єри Зе Карлос виступав лише в бразильських клубах. У дорослому футболі дебютував 1990 року виступами за команду клубу «Сан-Жозе», в якій провів один сезон, взявши участь в одному матчі чемпіонату.  Згодом з 1991 по 1997 рік грав у складі команд клубів «Начьональ» (СП), «Сан-Каетану», «Португеза Деспортос», «Уніон Сан-Жуан», «Жувентуде» та «Матоненсе».
Своєю грою за останню команду привернув увагу представників тренерського штабу клубу «Сан-Паулу», до складу якого приєднався 1997 року. Відіграв за команду із Сан-Паулу наступний сезон своєї ігрової кар'єри. За цей час встиг разом з командою завоювати титул переможця Ліги Пауліста. Потім Зе Карлос перейшов до 
Протягом 1999—2001 років захищав кольори клубів «Греміо», у складі якого виграв у 1999 році Лігу Гаушу. Потім два роки провів у клубі «Понте-Прета», після чого в 2002 році перейшов до «Жоїнвіля». У складі цього клубу тріумфував у Лізі Катаріненсе.
У 2004 році Зе Карлос захищав кольори «Нороесте» (Бауру), а потім потрапив до клубу «Португеза Деспортус». У ній виступав до травня 2005 року, після чого завершив ігрову кар'єру.

## Виступи за збірну
У 1998 році Маріо Загалло викликав Зе Карлоса до національної збірної Бразилії на Чемпіонат світу в Франції. На цьому турнірі вихованець «Сан-Жозе» був резервним гравцем і зіграв лише в переможному півфінальному поєдинку проти Нідерландів Протягом кар'єри у національній команді, яка тривала 1 рік, провів у формі головної команди країни 2 матчі. У фіналі турніру бразильці поступилися з рахунком 0:3 Франції і посіли друге місце на турнірі. А Зе Карлос більше не викликався до лав бразильців.

## Статистика виступів

### Клубна
| Чемпіонат | Чемпіонат             | Чемпіонат | Ліга | Ліга |
| Сезон     | Клуб                  | Ліга      | Ігри | Голи |
| Бразилія  | Бразилія              | Бразилія  | Ліга | Ліга |
| --------- | --------------------- | --------- | ---- | ---- |
| 1991      | «Сан-Жозе»            | Серія B   | 0    | 0    |
| 1991      | «Насьйональ»          |           | 0    | 0    |
| 1992      | «Насьйональ»          |           | 0    | 0    |
| 1993      | «Сан-Каетану»         |           | 0    | 0    |
| 1994      | «Португеза Деспортуш» | Серія A   | 13   | 0    |
| 1995      | «Уніон Сан-Жуан»      | Серія A   | 0    | 0    |
| 1996      | «Жувентуде»           | Серія A   | 0    | 0    |
| 1997      | «Матоненсе»           |           | 0    | 0    |
| 1997      | «Сан-Паулу»           | Серія A   | 9    | 0    |
| 1998      | «Сан-Паулу»           | Серія A   | 13   | 0    |
| 1999      | «Греміо»              | Серія A   | 16   | 0    |
| 2000      | «Понте-Прета»         | Серія A   | 3    | 0    |
| 2001      | «Понте-Прета»         | Серія A   | 0    | 0    |
| 2002      | «Жоїнвіль»            | Серія B   | 0    | 0    |
| 2003      | «Жоїнвіль»            | Серія B   | 0    | 0    |
| Країна    | Бразилія              | Бразилія  | 54   | 0    |
| Всього    | Всього                | Всього    | 54   | 0    |

### У збірній
| Збірна Бразилії | Збірна Бразилії | Збірна Бразилії |
| Роки            | Ігри            | Голи            |
| --------------- | --------------- | --------------- |
| 1998            | 1               | 0               |
| Загалом         | 1               | 0               |

## Титули і досягнення
- Віце-чемпіон світу: 1998